# LIGO

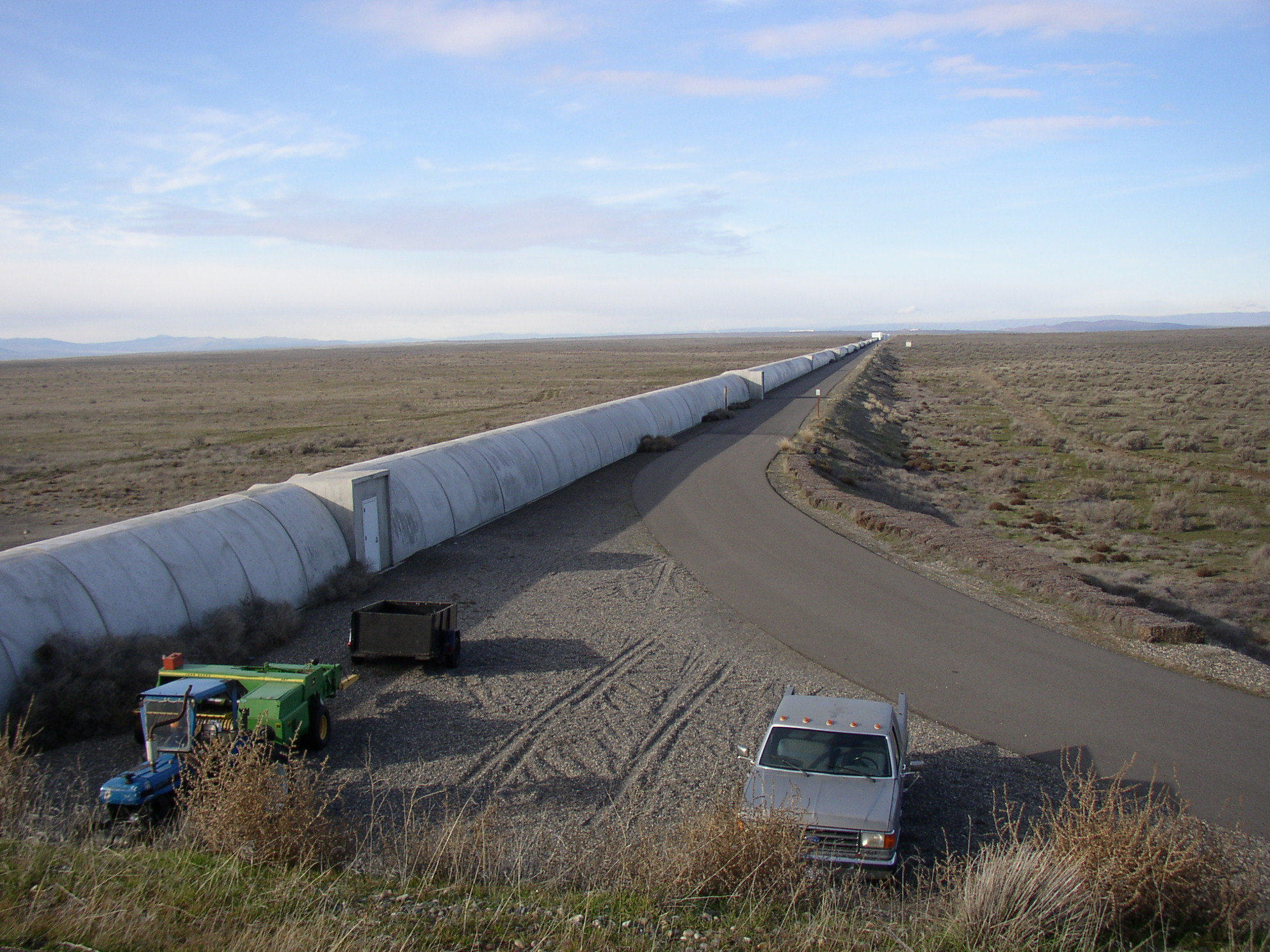
Imagen del LIGO Hanford Observatory

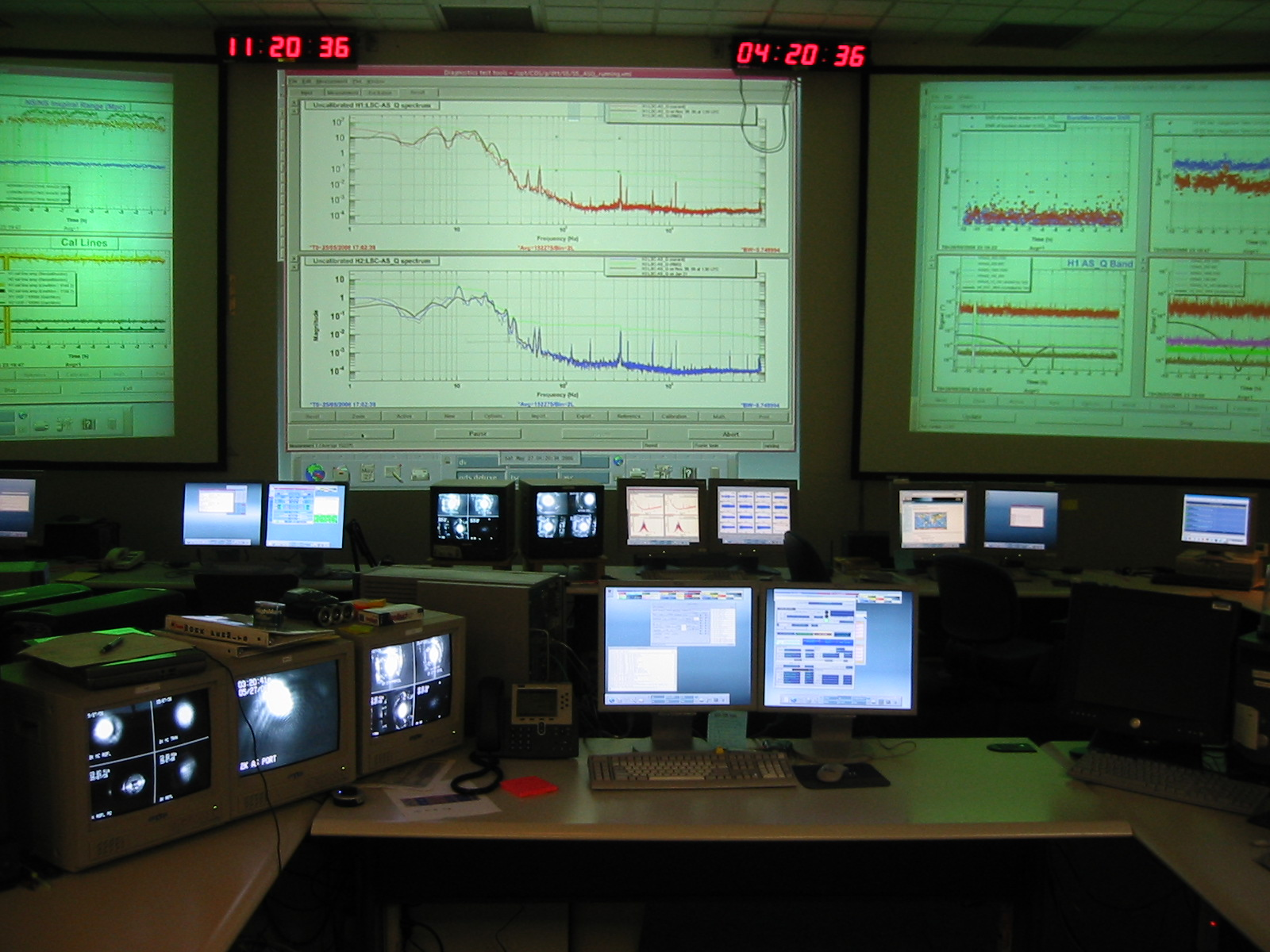
Puesto de mando.

LIGO es un Observatorio de detección de ondas gravitatorias. Las siglas provienen del inglés LIGO (Laser Interferometry Gravitational-waves Observatory, en español, Observatorio de ondas Gravitatorias por Interferometría Láser). La misión para la que se diseñó es confirmar la existencia de las ondas gravitatorias predichas por la teoría de la relatividad general de Einstein, y medir sus propiedades. La primera observación directa de una onda gravitatoria se produjo el 14 de septiembre de 2015, identificándose con el código GW150914, y se presentó al público el 11 de febrero de 2016.
La detección constituye otra ratificación de la teoría, que predice la formación de ondas gravitatorias en fenómenos cósmicos masivos tales como choque de galaxias, explosión de supernovas, formación de agujeros negros o de estrellas de neutrones al fundirse sistemas binarios con ambos componentes masivos y cercanos entre sí. En este último caso se puede predecir la amplitud y frecuencia de las ondas identificándose las propiedades del objeto emisor. También la teoría del Big Bang implica la formación de ondas gravitatorias en los primeros instantes del Universo y la existencia de un fondo de ondas gravitatorias análogo a la radiación de fondo de microondas o radiación cósmica. En 2017 han recibido el Premio Princesa de Asturias de Investigación Científica y Técnica por su labor en la detección de ondas gravitacionales.

## Detección de las Ondas Gravitatorias
Descubrimiento
El 11 de febrero de 2016 se hizo pública la detección de las ondas gravitatorias, tras confirmarse la validez de las señales captadas el día 14 de septiembre de 2015. 
Por primera vez, los científicos han observado ondulaciones en el tejido del espacio-tiempo llamadas ondas gravitatorias, detectadas al llegar a la Tierra desde un evento catastrófico en el universo distante. Esto confirma una importante predicción de 1915 de la teoría general de la relatividad de Einstein y se abre una nueva ventana observacional sin precedentes en la historia de la exploración humana del cosmos.
Las ondas gravitatorias llevan la información acerca de sus orígenes primordiales y sobre la naturaleza de la gravedad que no se puede obtener de otra manera. Los físicos han llegado a la conclusión de que las ondas gravitatorias detectadas se produjeron durante la última fracción de un segundo de la fusión de dos agujeros negros para producir un único agujero negro más masivo. Esta colisión de dos agujeros negros se había predicho pero nunca se había observado experimentalmente.
Las ondas gravitatorias se detectaron el 14 de septiembre de 2015 a las 5:51 a. m. hora del este (09:51 UTC), en los detectores de los dos Observatorios de ondas gravitatorias por interferometria láser doble (LIGO), que se encuentran en Hanford Site (Washington) y Livingston (Luisiana), ambos en Estados Unidos. Los observatorios LIGO son financiados por la Fundación Nacional para la Ciencia estadounidense (la NSF), y fueron concebidos, construidos y operados por el Instituto de Tecnología de California (Caltech) y el Instituto Tecnológico de Massachusetts. El descubrimiento, aceptado para su publicación en la revista Physical Review Letters, fue realizado por la Colaboración Científica LIGO (que también incluye al GEO alemán  y al "Consorcio Australiano para la Astronomía Gravitatoria Interferométrica") y por la Colaboración Virgo francoitaliana, con datos de los dos detectores LIGO.
Segunda detección
El 26 de diciembre de 2015, a las 3:38 GMT, ambos detectores, situados a más de 3000 kilómetros de distancia, recogieron una señal muy débil sobre el ruido de fondo, correspondiente a la colisión de dos agujeros negros de 14,2 y 7,5 veces la masa del Sol, situados a una distancia de 1,4 mil millones de años luz. Esta señal fue anunciada el 15 de junio del año 2016.

## Desarrollo de LIGO

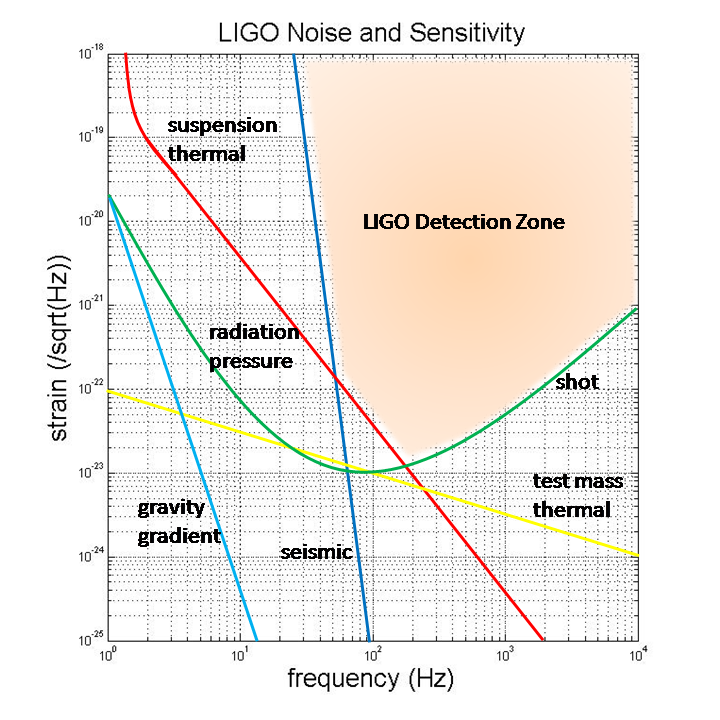
Rango operativo de LIGO.

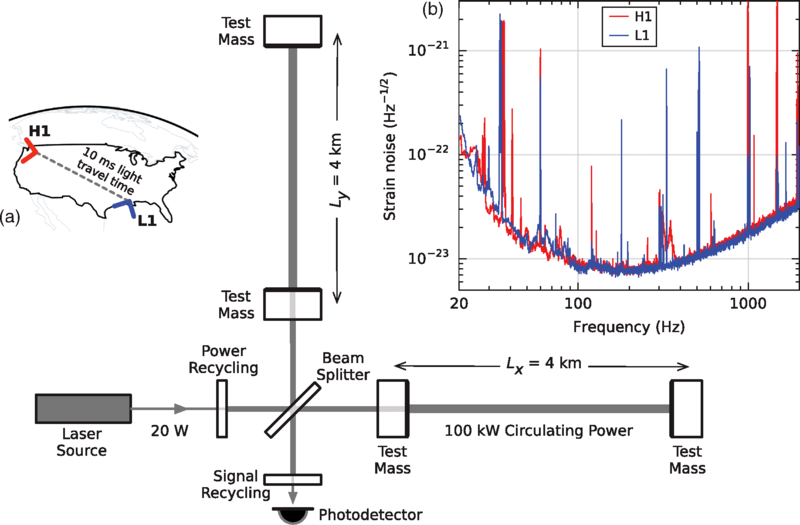
Esquema de un interferómetro LIGO

Comenzó en 1984 de la mano de Kip S. Thorne, titular de la cátedra Feynman del Instituto tecnológico de California (Caltech), y de Rainer Weiss, catedrático de física en el Instituto Tecnológico de Massachusetts (MIT). 
Ha tenido unos costes de desarrollo y operaciones de 365 millones de dólares. En 2004 el proyecto terminó la construcción de los instrumentos y las labores de calibración, comenzando a operar. Consta de dos observatorios:
- El Observatorio Livingston (30°33′46.42″N 90°46′27.27″O / 30.5628944, -90.7742417), en Luisiana, que consiste en un sistema inteferométrico láser de dos brazos perpendiculares y en condiciones de vacío con un recorrido óptico de 4 km. Se basa en detectar las ondas gravitatorias a través de los minúsculos movimientos que producen en los espejos, lo que se traduce en la generación de un patrón de difracción en la señal del interferómetro.
- El Observatorio Hanford (46°27′18.52″N 119°24′27.56″O / 46.4551444, -119.4076556), situado en Richland, en el estado de Washington, posee un interferómetro similar al de Livingston con un recorrido óptico de 2 km y la mitad de sensibilidad.

La duplicidad de los observatorios permite identificar falsas detecciones producidas por efectos locales tales como pequeñas perturbaciones sísmicas o un fallo del instrumental.
LIGO estuvo en funcionamiento entre 2001 y 2010, sin detectar ondas gravitatorias. Los observatorios se desmontaron para construir una versión mejorada, el Advanced LIGO. Las mejoras afectaron a los espejos, la suspensión y el sistema de aislamiento sísmico. Se terminó la construcción de Advanced LIGO en febrero de 2015 y su misión científica comenzó en septiembre de ese año, con una sensibilidad cuatro veces mayor que el diseño inicial.
Las ondas gravitatorias originadas a millones de años luz de la Tierra deberían distorsionar las superficies de los espejos en los interferómetros unos 10-18 m (un átomo de hidrógeno tiene un tamaño 5×10-11 m).
Como ya se ha señalado, la consecución del objetivo del proyecto se hizo pública el 11 de febrero de 2016, cuando LIGO difundió la noticia de la primera detección directa de ondas gravitatorias, que fueron observadas el 14 de septiembre de 2015 a las 09:51 UTC.

## Proyectos similares
Además de Estados Unidos con el proyecto LIGO, otros países están desarrollando proyectos similares, como el detector italo-francés VIRGO, ubicado en Pisa, Italia y el GEO, ubicado en Hanóver, Alemania. Asimismo, se está preparando el diseño de una misión espacial capaz de detectar las ondas gravitatorias desde el espacio, evitando las distorsiones causadas por la propia Tierra. Se lo ha denominado LISA (Laser Interferometer Space Antenna) y es un proyecto conjunto de las agencias espaciales NASA y ESA, cuyo lanzamiento se prevé para el año 2034. Tal observatorio espacial tendría una mayor sensibilidad y la capacidad de estudiar los objetos emisores de ondas de gravedad.